# Legend of the Forgotten Reign - Chapter IV: Twilight of the Gods
Legend of the Forgotten Reign - Chapter IV: Twilight of the Gods è il quarto album in studio del gruppo musicale power metal italiano Kaledon. Si tratta dell'ultimo album in cui compare Claudio Conti alla voce.

## Tracce
1. The Holy Water
2. Hell on Earth
3. War Plans
4. Goodbye My Friend
5. Clash of the Titans
6. Into the Fog
7. Eyes of Fire
8. The Fury
9. New King of Kaledon
10. The Prophecy
11. Out of the Ground

## Formazione
- Claudio Conti - voce
- Alex Mele - chitarra
- Tommy Nemesio - chitarra
- Daniele Fuligni - tastiere
- Paolo Lezziroli - basso
- David Folchitto - batteria